# 정기룡
정기룡(鄭起龍, 1562년 ~ 1622년)은 조선의 무신이다. 본관은 진양(晋陽). 자는 경운(景雲), 호는 매헌(梅軒), 아명은 무수(茂壽)이다. 시호는 충의(忠毅)이다.

## 생애
1562년 명종 17년 경상남도 하동군 금남면 중평리에서 증좌찬성 정호(鄭浩)의 아들로 태어났다. 첨정공(僉正公) 정중공(鄭仲恭)의 15세손이다. 1580년 선조 13년 고성에서 향시에 합격하고, 1586년 무과에 급제한 뒤 선조의 명에 따라 기룡으로 이름을 고쳤다.
1590년에 경상우도 병마절도사 신립의 휘하에서 일하였고, 다음 해 훈련원봉사가 되었다. 1592년 임진왜란시기에 별장으로 승진하여, 경상우도 방어사 조경의 휘하에서 종군하면, 거창 전투에서 일본군 500여명을 격파하고, 금산 전투에서 정기룡의 직속상관인 조경을 구출하였다. 이후 곤양의 수성장이 되어 일본군의 호남 진출을 막는 데 일조했다.
그러나 사천 전투에서 명나라 군과 연합작전 중 총사령관 마귀의 무리한 작전으로 연합군은 시마즈 요시히로에게 패배하였다.
어어 상주 목사 김해의 요청으로 상주 판관이 되어 상주성을 성공리에 탈환하고, 이후 진주 목사 김시민을 도와 진주성 부근에 소수의 병력을 이끌고 주둔하여 왜군을 견제함으로써 진주대첩에도 다소 기여했으며 계속하여 공을 세워나갔다.
1593년 전공으로 회령부사에 승진되었고, 그 해 왜적에게 왕자를 내준 반역자 김수량 등 16인을 효수하였다. 1594년에는 상주목사가 되어, 통정대부에 올랐다.
정유재란 때에 고령에서 적 장수를 생포 하고 병마절도사가 되어 일본군이 철수한 성주, 합천, 초계, 의령 등 여러 성을 탈환한다. 1601년에는 울산부사에 올랐고 1610년에는 삼도수군통제사가 되었으며 1617년에 경상우도수군절도사에 올라 삼도수군통제사와 겸직했다. 1622년 통영 진중에서 병사했다. 상주 충렬사에 배향 되었으며 시호는 충의(忠毅)이다.
경상북도 상주시 사벌면 금흔리에 그의 묘가 있으며 경북 기념물 제13호이다. 또한 현재 경상남도 하동군 금남면 중평리 상촌 마을에 사당인 '경충사'가 있고 중평리 당산골 진양 정씨 사당 아래쪽 100m지점이 정기룡 장군의 생가가 있었던 곳인데 지금은 밭이 되어 있고 생가 뒤쪽에 있던 대밭이 약간 남아 있다.

## 가족 관계
- 아버지: 정호(鄭浩)
- 어머니: 남양홍씨(南陽洪氏)
  - 형: 정몽룡(鄭夢龍)
  - 형: 정인룡(鄭仁龍)
  - 본처: 진주강씨(晉州姜氏), 강세정(姜世鼎)의 딸
  - 후처: 예천권씨(醴泉權氏), 권홍계(權弘啓)의 딸
    - 아들: 정익린(鄭翼麟)

## 관련 문화재
- 정기룡 유물 - 보물 제669호
- 정기룡장군유적 - 경상북도 기념물 제13호
- 경천대
- 충의사 - 상주시[깨진 링크(과거 내용 찾기)]
- 상주박물관
- 경충사 - 하동군

## 드라마
- 《조선왕조 오백년 - 임진왜란》 (MBC, 1985년~1986년, 배우:이인성)

## 같이 보기
- 임진왜란
- 류성룡
- 이순신
- 권율
- 원균
- 김충선
- 정기원
- 정발
- 송상현
- 박진